# Scapanes
Scapanes är ett släkte av skalbaggar. Scapanes ingår i familjen Dynastidae.
Kladogram enligt Catalogue of Life:
| Scapanes | \| \| Scapanes affinis \| \| \| \| \| \| Scapanes australis \| \| \| \| |
|          | \| \| Scapanes affinis \| \| \| \| \| \| Scapanes australis \| \| \| \| |
|          | Scapanes affinis                                                        |
|          |                                                                         |
|          | Scapanes australis                                                      |
|          |                                                                         |